# Vattenblinkssläktet
Vattenblinkssläktet eller vattenblinkar (Hottonia) är ett släkte i familjen viveväxter med 2 arter. Vattenblink förekommer naturligt i grunt, näringsrikt vatten från Europa till västra Asien, samt i USA. De odlas i Sverige som vattenväxter utomhus, eller som akvarieväxter. Bladrosetterna sitter fast på botten och de blommande stjälkarna är över ytan. Amerikansk vattenblink har uppblåst stjälk. Vattenblink liknar på flera sätt en Primula, genom sina upprepade kransar av rörlika blommor, sina bladlösa stjälkar, sin heterostyli och sin kapselform. Den tydligaste skillnaden är att vattenblink har mycket finflikiga blad som är anpassade till att växa under vatten (gälblad). Genetiska studier har visat att Hottonia trots de utseendemässiga likheterna inte är en undergrupp till Primula utan ett eget släkte. 
Kladogram enligt Catalogue of Life:
| Vattenblinkar | \| \| Hottonia inflata \| \| \| \| \| \| vattenblink \| \| \| \| |
|               | \| \| Hottonia inflata \| \| \| \| \| \| vattenblink \| \| \| \| |
|               | Hottonia inflata                                                 |
|               |                                                                  |
|               | vattenblink                                                      |
|               |                                                                  |

## Bildgalleri

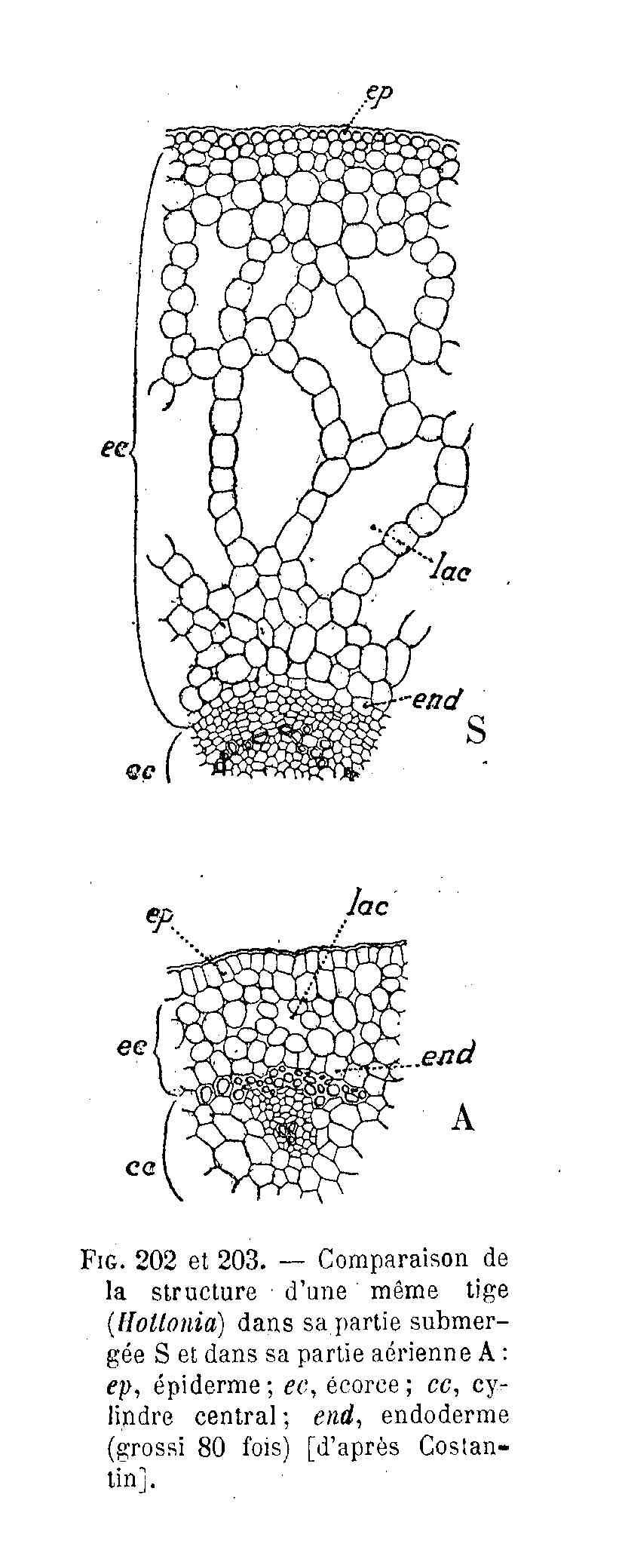
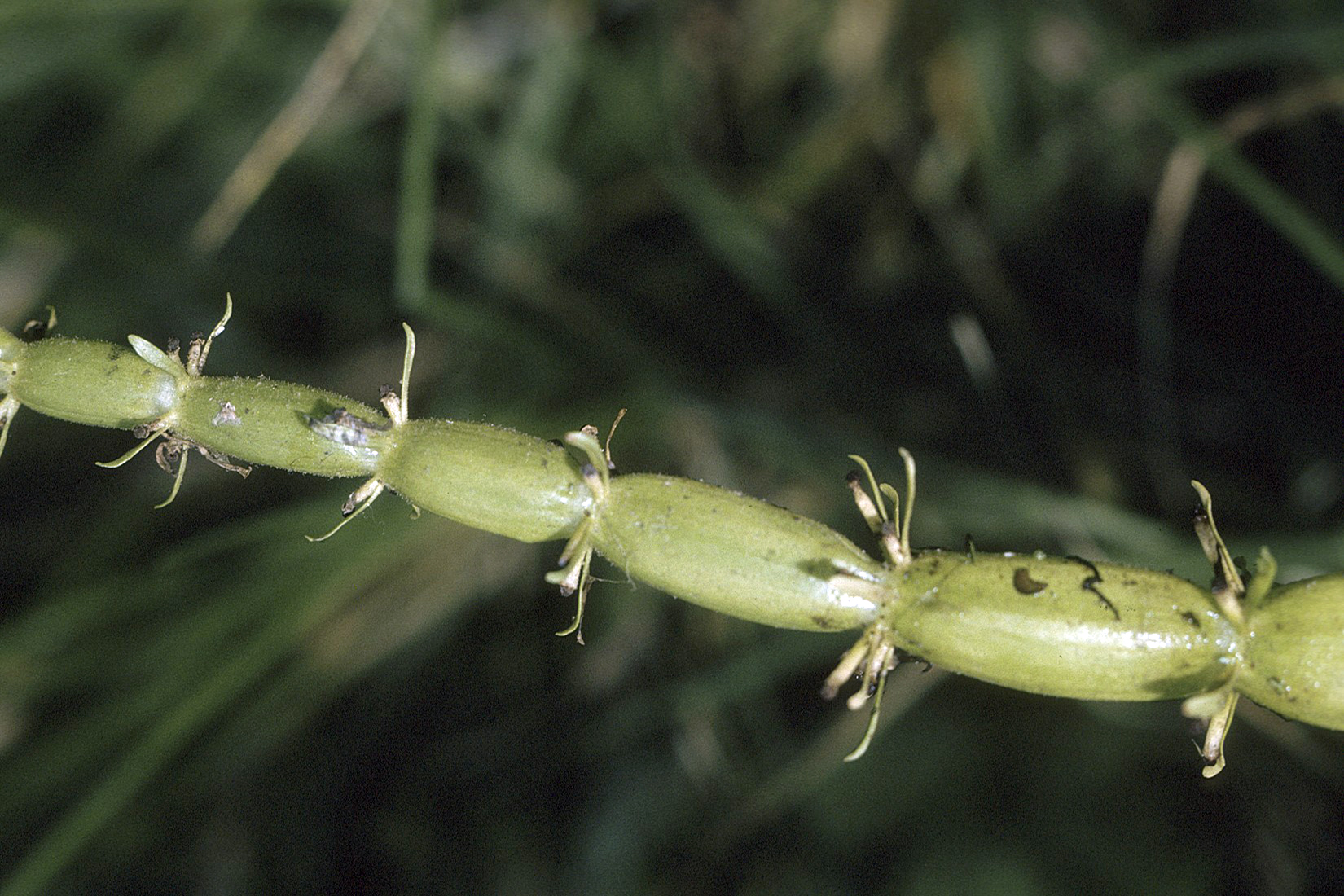
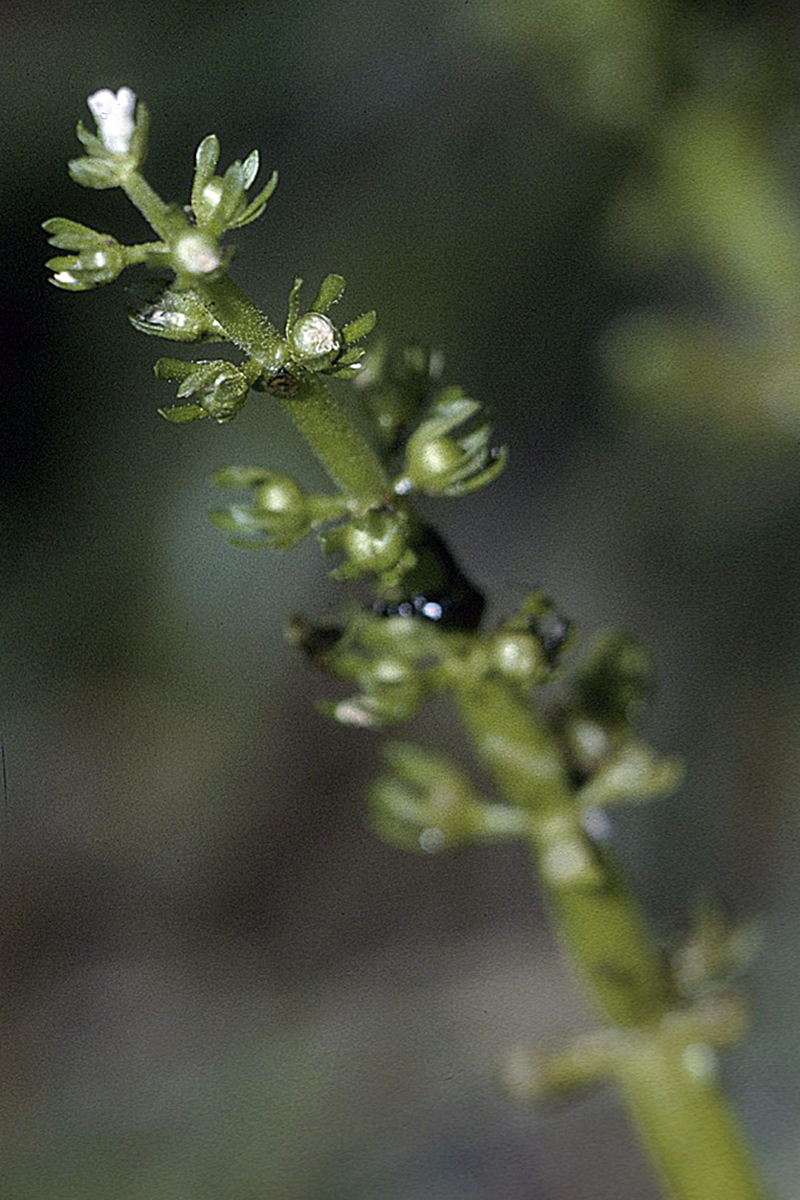
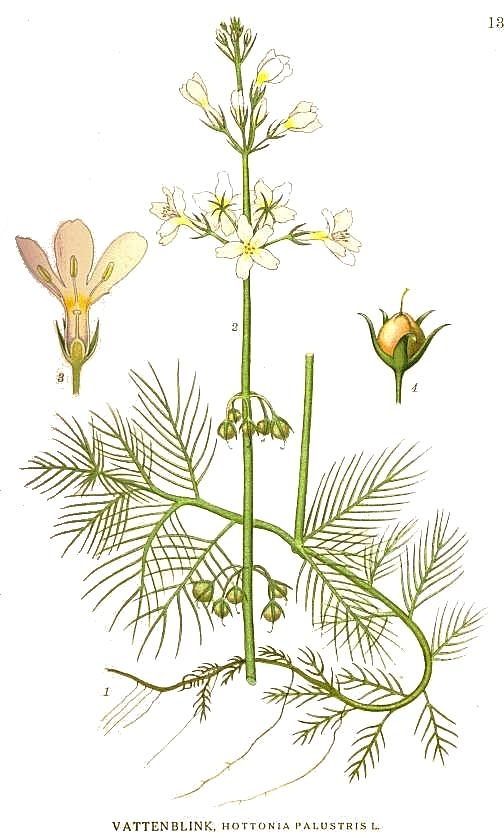
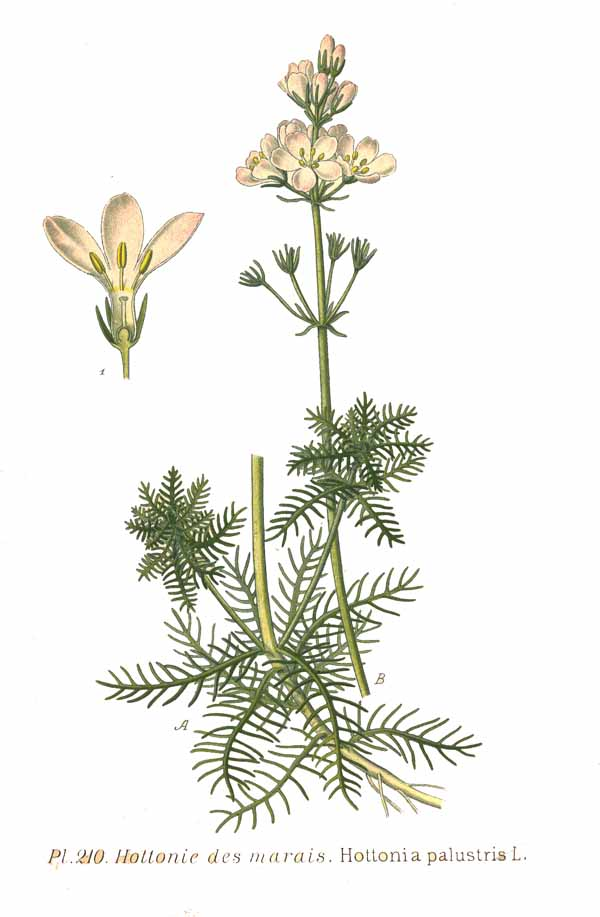